# Kamel Gabsi
Kamel Gabsi est un footballeur tunisien des années 1980. 
En club, il remporte la coupe de Tunisie 1980-1981 et 1982-1983, ainsi que le championnat en 1985-1986 et en 1986-1987.

## Buts en sélection
| Buts en sélection | Buts en sélection | Buts en sélection | Buts en sélection | Buts en sélection | Buts en sélection | Buts en sélection   |
|                   | Date              | Lieu              | Adversaire        | Score             | Résultat          | Compétition         |
| ----------------- | ----------------- | ----------------- | ----------------- | ----------------- | ----------------- | ------------------- |
| 1.                | 5 mars 1982       | Tripoli (Libye)   | Cameroun          | 1-0 (1 but à 49e) | 1-1               | CAN 1982 (1er tour) |